# Société médicale norvégienne

Logo

La Société Médicale Norvégienne ( norvégien : Det norske medicinske Selskab)( latin : Societas Medica Norvegica) ( anglais: Norwegian Medical Society) est une organisation médicale en Norvège.
Elle trouve ses racines dans un groupe informel créé en 1826, qui s'abonnait et partageait des revues médicales étrangères. En 1833, elle fut officiellement inaugurée sous le nom de Lægeforeningen i Christiania, l'association des médecins de Christiania. Le nom de "Société médicale norvégienne" a été adopté en 1847.
De 1826 à 1837, elle publia la première revue médicale norvégienne, Eyr, du nom d'Eir.  De 1840 à 1939, elle a publié la revue Norsk Magazin for Lægevidenskaben et, depuis 2004, la revue Michael Quarterly.  Il accueille également des colloques et des débats.